# Культура Африки
Культура Африки — культура народов Африки.

## Кухня
см. Кухня (традиции)
- Африканская кухня

## Одежда
см. Одежда, Мода

## Искусство Африки
Стоит иметь в виду, что «африканское искусство» включает в себя произведения множества различных культур, зачастую генетически или диффузионно не связанных друг с другом, однако, по мнению некоторых исследователей, для большинства продуктов «африканской культуры» свойственны общие черты.

### Музыка
Под термином «африканская музыка» часто могут понимать музыку народов южнее пустыни Сахара. Музыка отличается сложной ритмической структурой и своеобразием музыкальных ладов у каждой этнической группы. Важную роль в традиционной музыке играют разнообразные ударные (барабаны, санса, ксилофон) и духовые инструменты (различные варианты флейты, рога). Из струнных инструментов используется музыкальный лук, арфа, кора, мбет, струнно-духовой инструмент гура и другие. Многие африканские языки — тональные, что сыграло роль в соответствующих речи повышениях и понижениях тона в музыкальных композициях.
Профессиональная музыка Африки начала складываться в древнейший период, активизировался данный процесс в период средневековых государств (Гана, Мали, Сонгаи, Канем-Борну, Конго, Буганда, Мономотапа и другие).. Ритмы «чёрной Африки» через афроамериканскую культуру сыграли значительную роль в возникновении таких музыкальных стилей XX века, как джаз, блюз и рок-н-ролл.

### Кинематограф
В целом кинематограф Африки развит слабо, исключение составляет лишь киношкола Северной Африки, где с 1920-х годов снималось множество фильмов (кинематографы Алжира и Египта).
Так Чёрная Африка долгое время своего кино не имела, и служила лишь декорацией для фильмов, снимаемых американцами и европейцами. Например, во французских колониях коренному населению запрещалось снимать кино, и лишь в 1955 году сенегальский режиссёр Полен Суману Вьейра снял первый франкофонный фильм L’Afrique sur Seine («Африка на Сене»), и то не на родине, а в Париже. Снималось также некоторое количество фильмов с антиколониальным настроением, которые были запрещены вплоть до деколонизации. Лишь в последние годы, после обретения независимости, начали развиваться национальные школы в этих странах; прежде всего это ЮАР, Буркина Фасо и Нигерия (где уже сформировалась школа коммерческого кино, получившая название «Нолливуд»). Первым фильмом, получившим международное признание, стала лента сенегальского режиссёра Усмана Сембене «Чёрная девушка» о непростой жизни горничной-негритянки во Франции.
С 1969 (заручился поддержкой государства в 1972 г.) в Буркина-Фасо каждые два года проводится крупнейший на континенте фестиваль африканского кино FESPACO. Североафриканской альтернативой этому фестивалю является тунисский «Карфаген».
В значительной мере фильмы, снимаемые африканскими режиссёрами, направлены на разрушение стереотипов об Африке и её народе. Многие этнографические фильмы колониального периода получили неодобрение со стороны африканцев как искажающие африканские реалии. Стремление скорректировать мировой образ Чёрной Африки свойственно и литературе.
Также в понятие «африканского кино» включают фильмы, снятые диаспорой за пределами родины.

## Наука
см. Наука

## Спорт
- Чемпионат Африки по баскетболу
- Чемпионат Африки по волейболу
- Чемпионат Африки по гандболу

Футбол: некоторые сборные континента временами весьма успешно участвовали на Чемпионатах мира: Тунис (1978), Алжир (1982), Камерун (1990), Нигерия (1994,  1998, 2014), Сенегал (2002), Гана (2006, 2010), а Чемпионат мира по футболу 2010 прошёл в ЮАР. 
Многие африканские футболисты стали звёздами в известнейших европейских клубах.
- Чемпионат Африки по футболу